# مانديرا بيدي
مانديرا بيدي (بالبنجابية: ਮੰਦਿਰਾ ਬੇਦੀ)‏، (بالهندية: मन्दिरा बेदी)‏، (بالأردوية: )‏ مندرا بيدي) (وُلدت في 15 أبريل 1972) هي ممثلة في بوليوود بالهند، وهي الممثلة والموديل والمذيعة التلفزيونية التي اكتسبت شهرتها في العشرينات من عمرها نتيجة للعب دور البطولة في المسلسل التلفزيوني شانتي في عام 1994، الذي اذيع على القناة الوطنية في الهند، دوردارشان.
واصلت بيدي مستوى وظيفي متميز في العقد التالي مع تولي استضافة كأس العالم للكريكيت وتقديم العروض جنبا إلى جنب مع الشخصية الاعلامية الهامة شارو شارما.
- مانديرا بيدي في برنامج عامل الخوف - المرحلة الثانية

## طفولتها
كمواطن من مومباي، كان لمانديرا بيدي جذور في عشيرة خاتري كلان من فازيلكا، وهي بلدة في ولاية بنجاب، على بعد 11 كيلومترا من الحدود بين الهند وباكستان. وقد درست في كاتدرائية ومدرسة جون كونون في مومباي.

## حياتها المهنية

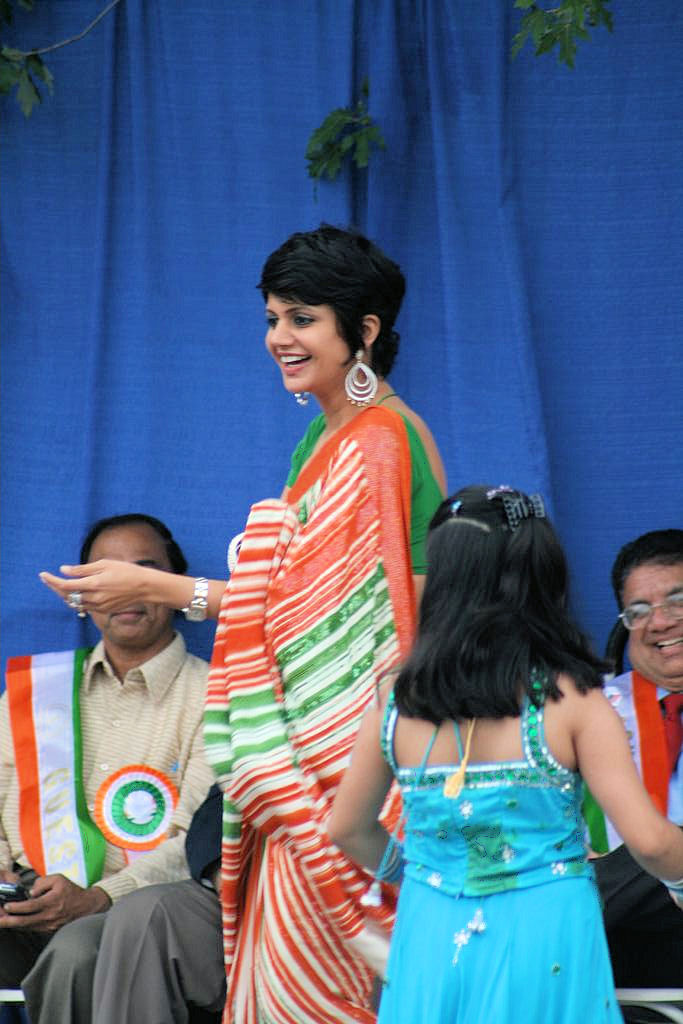
مانديرا بيدي في احتفال بيوم الهند

كان شانتي  بمثابة نقطة التحول التي جعلت منها نجمة، حيث ظهرت بعده في دور مساند في فيلم رجوع العاشق المجنون في عام 1995 لاعبة دور الشخصية الشريرة الرئيسية، ثم لعبت «مانديرا» دور «منى»، في المسلسل الهندي الشهير Kyunki Saas Bhi Kabhi Bahu Thi. كان وجودها ضمن فريق مذيعي برنامج المواهب والمسابقات الهندي Fame Gurukul يعتبر من أهم الاحداث بحياتها المهنية، والذي انتهى في 20 أكتوبر 2005، لتحل محل ر. مادهافان كمقدمة صفقة أو لا صفقة، وقامت باستضافة البرنامج الغنائي الواقعي Jo Jeeta Wohi Super Star، الذي بثته قناة ستار وان وهي واحدة من أكثر قنوات الترفيه شعبية في الهند، وكذلك وضع صورتها في مجلة الرجل مجلة مكسيم الهند.
كانت مانديرا قد اثارت ضجة في بنغلاديش حول انتقادها للمنتخب الوطني للكريكيت بعد فوزه على منتخب الهند للكريكيت في كأس العالم للكريكيت 2007.
في حلقة من برنامج Extraa Innings، كانت بيدي ترتدي ساري مكون من أعلام رياضية لمختلف الدول المشاركة في كأس العالم للكريكيت 2007. وكان العلم الهندي في الجزء السفلي من الساري، بالقرب من قدميها، مما أدى إلى استياء بعض المشاهدين الهنود.
تم رفع شكوى ضدها، على خلفية اظهارها عدم الاحترام للعلم الوطني الهندي، من خلال محامي الدفاع S. K. Premrog. وتفيد الشكوى أن الجريمة هي جريمة يُعاقَب عليها بموجب المادة 2 من قانون منع الإهانات للشرف الوطني لعام 1971، كما تم تعديله بقانون منع الإهانات للشرف الوطني (تعديل) لسنة 1998، وقانون منع الإهانات للشرف الوطني (تعديل) لعام 2005. كما وُجهت الاتهامات في هذه القضية أيضا إلى مصمم الساري، مصمم الازياء الهندي ساتيا بول.
كانت مانديرا بيدي فتاة الغلاف لطبعة نيسان / أبريل من مجلة مكسيم الهند. 

## حياتها الشخصية
تزوجت مانديرا بيدي من المخرج السينمائي الهندي راج كوشال في 14 شباط / فبراير 1999 وهي تعيش في ضاحية باندرا في مومباي.

## روابط إضافية
- مانديرا بيدي في برنامج عامل الخوف - المرحلة الثانية
- مانديرا بيدي على موقع IMDb (الإنجليزية)
- مانديرا بيدي على موقع ألو سيني (الفرنسية)
- مانديرا بيدي على موقع أول موفي (الإنجليزية)
- مانديرا بيدي على موقع قاعدة بيانات الفيلم (الإنجليزية)
- مانديرا بيدي على موقع كينوبويسك (الروسية)
- صور مانديرا بيدي في عدد نيسان / ابريل 2007 من مجلة «ماكسيم»